# William Brown Hodgson
Pour les articles homonymes, voir Brown et Hodgson.
William Brown Hodgson, né le 1er septembre 1801 à Washington et mort le 26 juin 1871 à New York, est un diplomate américain. Un temps en poste en Algérie, il est célèbre pour ses recherches sur la civilisation berbère.

## Jeunesse et formation
William Brown Hodgson naît le 1er septembre 1801 en Virginie ou dans le quartier de Georgetown dans la ville de Washington. Orphelin de son père, il reçoit comme seule éducation formelle un enseignement assuré par le pasteur James Carnahan (en). Exceptionnellement doué pour les langues étrangères, il en maîtrise treize, dont le sanskrit et l'hébreu. En 1824, il reçoit un diplôme honorifique de l'université de Princeton (alors College of New Jersey) sans pour autant y avoir étudié. 

## Carrière diplomatique

### Alger
Grâce à son amitié avec le parlementaire Henry Clay, William Brown Hodgson se fait pistonner au département d'État. Il est alors envoyé vers la côte des Barbaresques pour parfaire sa maîtrise linguistique et met notamment les voiles pour Alger, où il assiste le consul-général William Shaler, auquel il succède brièvement,. Il se passionne pour la civilisation berbère et mène d'importantes recherches sur les langues berbères avec l'aide de Sidi Ahmed Ben Ali, son assistant de recherche kabyle. Sa recherche paraît en 1834 sous le titre de Grammatical Sketch and specimens of the Berber Language.

## Vie privée
En 1842, à Londres, William Hodgson se marie avec Margaret Telfair, la fille benjamine du gouverneur de Géorgie Edward Telfair (en). Le couple vit dans un manoir familial à St. James Square (aujourd'hui Telfair Square) dans la ville de Savannah,. Cette union lui donne accès aux vastes plantations de la famille Telfair, ce qui lui permet de parfaire ses connaissances en ethnologie et en linguistique aux contacts des esclaves avec qui il lui arrive de converser dans leurs langues maternelles. 

## Ouvrage
- Grammatical Sketch and specimens of the Berber Language, 1834.